# علی جودت ایوبی
علی جودت ایوبی (11 نوامبر 1886 - 3 مارس 1969) یک سیاست‌مدار اهل عراق بود که سه بار به عنوان نخست‌وزیر پادشاهی عراق انتخاب شد.